# Fricativa lateral alveolar sorda
La fricativa lateral alveolar sorda es un sonido consonántico usado en varios idiomas, como por ejemplo groenlandés, navajo, chukchi, nórdico antiguo, avaro, galés, xhosa y zulú. Su símbolo en el Alfabeto Fonético Internacional es [ɬ].

## Características
Estas son las características de la fricativa alveolar sorda :
- Su articulation es fricativa, lo que significa que su sonido es producido en la boca por una turbulencia del aire expulsado.
- Su lugar de articulación es alveolar, lo que significa que se articula con el ápice o con la lámina de la lengua (según sea apical o laminal) contra el reborde alveolar.
- Su fonación es sorda, lo que significa que las cuerdas vocales no vibran durante su articulación.
- Es una consonante oral, lo que significa que se permite que el aire escape a través de la boca y no a través de la nariz.
- Se trata de una consonante lateral, lo que significa que el flujo de aire pasa por los lados de la lengua.
- Su mecanismo de corriente de aire es egresivo pulmónico, lo que quiere decir que se articula exhalando aire desde los pulmones.

- Datos: Q1365390